# Frederunde Kettler zu Assen (1385-)

Wapen Kettler / von Ketteler

Frederun Kettler zu Assen ook bekend als Frederun von Ketteler zu Harkotten (ca. 1385-) vrouwe van West Harkotten en het Gut Wittenberg
Zij werd geboren op Neu-Assen als dochter van Rutger III Ketteler heer van Assen, Mellrich en Hovestadt (Neu-Assen, 1346-1418) en Friderana van Altena (1360-1385).
Frederun trouwde ca. 1410 met Evert V Korff (ca. 1375 - ca. 1459) heer op het West Harkotten, burgmann zu Iburg. In 1426 wordt Evert beleend met West Harkotten, zijn broer Hendrik krijgt Oost Harkotten en noemt zich vanaf dien Korff-Schmising. In 1615 sterft de familie Korff-Schmising in mannelijk lijn uit. De erfdochter Christina van Korff-Schmising trouwde met Goswin Kettler zu Middelburg. Vanaf dat moment leefden er op Harkotten de vrijheren von Kettler en die van Korff-Harkotten.
Frederun en Evert kopen in 1442 het Huis en Hof Wittenberg. Evert was een zoon van Hermann Korff heer van Harkotten en Mechthild van Altena (ca. 1350-). Haar schoonmoeder was een zuster van haar vaders eerste vrouw. Uit haar eerste huwelijk zijn de volgende kinderen geboren:
- Hermann III Korff zu Harkotten (ca. 1410-)
- Rutger Korff zu Harkotten (ca. 1413-)
- Otto Korff zu Harkotten (ca. 1415-1494)
- Heinrich Korff zu Harkotten (ca. 1422-1494)
- Evert VI Korff zu Harkotten (ca. 1425-)
- Dietrich Korff zu Harkotten (ca. 1428-)
- Sophia Korff zu Harkotten (1430-)
- Helena Korff zu Harkotten (1438-)